# Slëzy kapali
Slëzy kapali (in russo Слёзы капали?, trasl. angl. Slyozy kapali, titolo internazionale Tears Were Falling) è un film drammatico del 1983 diretto da Georgij Nikolaevič Danelija.